# 몽산화상법어약록 (충청북도의 유형문화재 제387호)
몽산화상법어약록(蒙山和尙法語略錄)은 충청북도 흥덕구 청주고인쇄박물관에 있는 조선시대의 책이다. 2020년 3월 6일 충청북도의 유형문화재 제387호로 지정되었다.

## 지정 사유
원나라의 고승인 몽산화상(蒙山和尙) 덕이(德異)의 법어를 조선 초기의 승려 신미(信眉)가 토를 달고 우리말로 번역한 것이다. 우리말로 풀어쓴 책이므로 한문본과 구분하여 보통 '몽산화상법어약록언해'라고 부른다.

1517년 충청도 연산 고운사(孤雲寺)에서 간행된 판본으로 1467년 간경도감에서 언해본이 간행된 이후 가장 이른 시기의 판본이다. ㆁ, ㆆ, ㅿ, ㆍ 등 국어의 변천 과정에서 사라진 한글 자모음을 살펴볼 수 있어 조선 초기 서지학 및 국어사 연구에 귀중한 자료이다.

## 같이 보기
- 몽산화상법어약록

## 참고 문헌
- 몽산화상법어약록 - 국가유산청 국가유산포털